# Pas harcerski

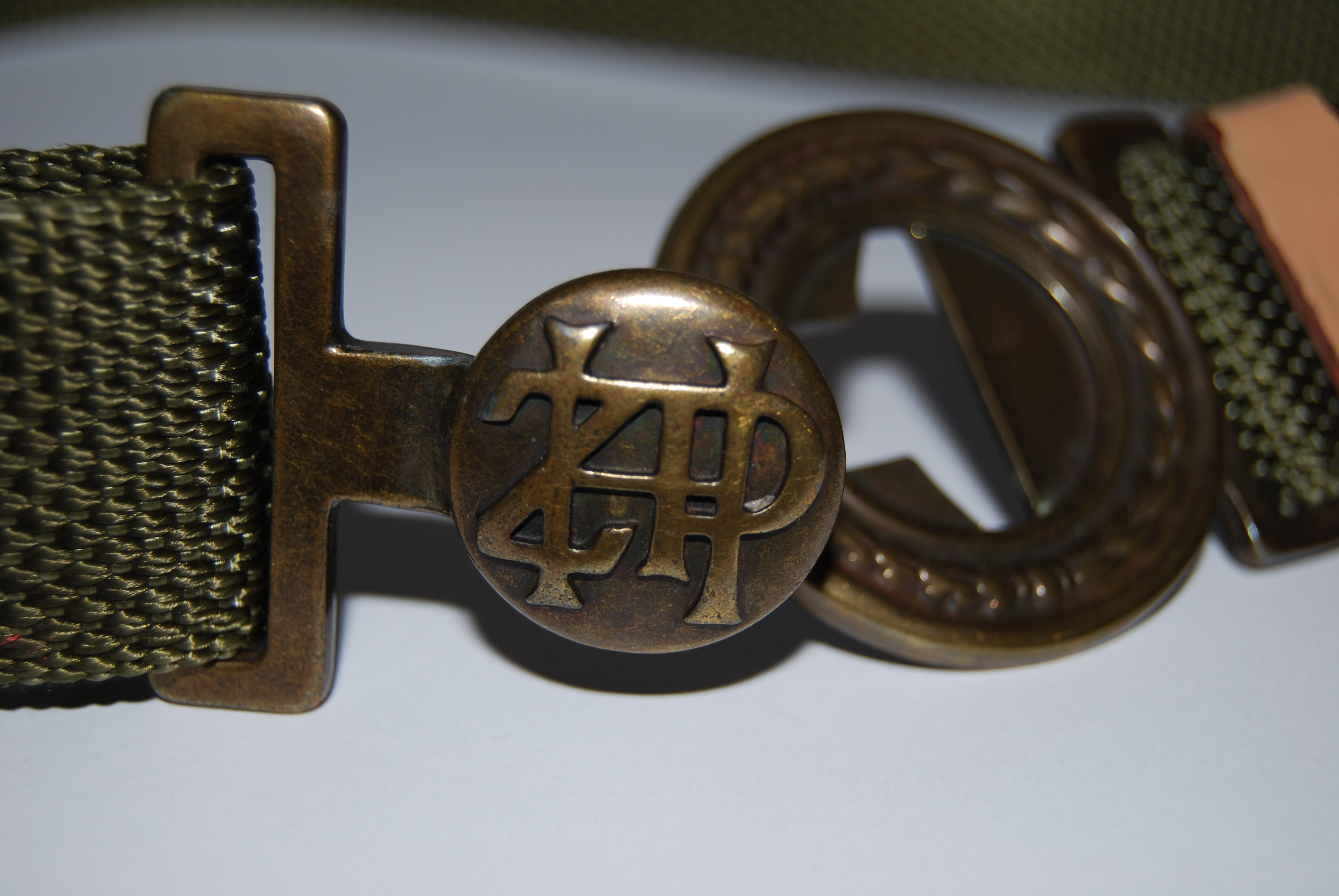
Pas harcerski ZHP, parciany, zielony

Pas harcerski – element munduru harcerskiego. Sposób noszenia umundurowania oraz jego wygląd regulują regulaminy mundurowe organizacji harcerskich.

## Wygląd
Jest to skórzany lub parciany pas do spodni lub spódnicy noszony przez harcerki, harcerzy i instruktorów harcerskich. Pośrodku pasa znajduje się klamra, na której widnieje napis Związek Harcerstwa Polskiego (ZHP), Związek Harcerski Rzeczypospolitej (ZHR) lub lilijka. Pas ma możliwość regulacji długości, a jego solidna konstrukcja umożliwia wykorzystanie go do innych celów w miarę konieczności (współczesna klamra pasa harcerskiego została tak zaprojektowana, że jedna z jej części może służyć jako otwieracz do kapsli).
Inny wygląd posiada pas noszony przez zuchy, jest to pas zuchowy.